# Keystone Heights
Keystone Heights è una città degli Stati Uniti d'America situata in Florida, nella Contea di Clay.